# Seleção Brasileira de Voleibol Feminino
Seleção Brasileira de Voleibol Feminino é a seleção nacional feminina de voleibol do Brasil. É administrada pela Confederação Brasileira de Voleibol (CBV) e representa o Brasil nas competições internacionais de vôlei. Nos Jogos Olímpicos, a seleção brasileira de vôlei possui seis medalhas: duas de ouro, conquistadas em 23 de agosto de 2008, em Pequim, e outra nos Jogos de Londres, em 2012, sagrando-se bicampeã olímpica, mais uma medalha de prata, em Tóquio, 2020, e três de bronze, conquistadas em Atlanta 1996, Sydney 2000 e Paris 2024.  Em 2004, em Atenas, o time chegou como favorito mas acabou em quarto lugar. Em 2016, jogando em casa, com a torcida lotando o ginásio, nas Olimpíadas do Rio de Janeiro, a equipe feminina foi eliminada nas quartas de final, em jogo contra a China. Foi o pior resultado da seleção nos últimos ciclos olímpicos, mas ela permanece com ótimo retrospecto nos últimos 30 anos, ocupando lugar de destaque entre as melhores seleções do mundo, rivalizando com adversários tradicionais como China, Rússia, Japão, Estados Unidos e Itália. 
É o time mais bem-sucedido na história do Grand Prix da FIVB, sendo a seleção nacional que mais vezes conquistou o torneio com doze títulos (1994, 1996, 1998, 2004, 2005, 2006, 2008, 2009, 2013, 2014 2016 e 2017). Atualmente está "estável" no ranking da FIVB e ocupa o segundo lugar deste entre as melhores seleções do mundo. Nas categorias de base (Sub-18 e Sub-20 - Junior & Youth) ocupa o segundo lugar geral do ranking da FIVB (216 pontos em 5 de agosto de 2013).

## História
A seleção brasileira de voleibol feminino foi formada em 1951, onde estreou jogando o Campeonato Sul-Americano daquele ano ficando com a medalha de ouro. Mesmo com pouca tradição no voleibol feminino na década de 50, o Brasil conseguiu manter destaque entre os melhores times das Américas, conquistando inúmeros títulos Sul-Americanos além de dois títulos Pan-Americanos, conquistados em Chicago 1959 e outro mais tarde em São Paulo 1963. Nessa época o principal adversário da seleção brasileira era a seleção peruana. O time brasileiro só destacava-se mesmo nas competições continentais, já nas competições intercontinentais não obtinha o mesmo êxito. Sempre se revezava entre os 6° e 8° lugares em Campeonatos Mundiais e Jogos Olímpicos. Os melhores resultados em competições intercontinentais aconteceram no Campeonato Mundial de 1986 onde o Brasil ficou em 5° lugar e nos Jogos Olímpicos de Seul e Barcelona ficando nos 6° e 4° lugares, respectivamente.
O voleibol feminino do Brasil só começou a despontar mesmo no cenário internacional nos anos 90, especificamente em 1994 quando Bernardinho, treinador e ex-jogador de vôlei brasileiro, assumiu o comando da seleção. No mesmo ano, conquistou o vice-campeonato no mundial realizado no Brasil, a medalha de ouro no Grand Prix e em 1995, a medalha de prata na Copa do Mundo. Contando com novos talentos no voleibol nacional como Ana Moser, Fernanda Venturini, Ana Paula, Márcia Fu, Fofão, Virna Dias, Hilma Caldeira e Leila Barros, o voleibol brasileiro cresceu de tal forma que começou a incomodar a seleção de Cuba que foi considerada a melhor equipe do mundo nos anos 90. Frequentemente as semifinais e finais das principais competições internacionais dos anos 90 eram disputadas entre Brasil e Cuba. Eram grandes jogos com bastante volume de jogo nos dois times e sempre regados com bastante provocação por ambos os lados. Sob o comando de Bernardinho, Brasil e Cuba enfrentaram-se 27 vezes com 14 vitórias para Cuba e 13 para o Brasil. A própria semi final dos Jogos Olímpicos de Atlanta foi marcada pela rivalidade entre as equipes, na qual as cubanas levaram a melhor e venceram a partida apenas no tie-break. Depois do fim do jogo ocorreu um desentendimento entre as seleções, protagonizado por Regla Torres, Mireya Luis, Márcia Fú e Ana Moser. Tudo foi resolvido mais tarde pela polícia americana. Na ocasião a seleção brasileira disputou a medalha de bronze contra a Rússia, vencendo o jogo apenas no quinto set e conquistando s sua primeira medalha olímpica. A vingança contra Cuba viria depois dos Jogos, quando as brasileiras ganharam o Grand Prix de 1996, ocorrendo novamente no final do jogo uma briga.
Até o final dos anos 90, a seleção brasileira conquistou vários títulos Sul-Americanos e no Grand Prix. O último título foi o ouro em Winnipeg 1999, no qual o Brasil com um elenco jovem e renovado com Érika, Elisângela, Walewska, Carolina Albuquerque, Janina, Ricarda Negrão, Leila e Virna,  enfrentou novamente a equipe cubana. A mesma base foi mantida para os Jogos de Sydney, no qual o Brasil conquistou a segunda medalha de bronze derrotando a seleção americana. Com a saída de Bernardinho do comando da equipe feminina para a masculina, o conjunto foi liderado temporariamente por Marco Aurélio Motta. Muitas jogadoras não concordavam com a metodologia de Motta e resolveram deixar o time. Nesse período, o Brasil não conquistou nenhum título importante.
A seleção só voltou a brilhar em 2003 com entrada de José Roberto Guimarães, que promoveu uma renovação no grupo com novos talentos como Mari, Sheilla, Paula Pequeno, Sassá, Carol Gattaz, Fabi, Fabiana Claudino, Arlene, Valeskinha, Jaqueline e manteve algumas jogadoras veteranas como Fernanda Venturini, Virna e Elisângela. Foram conquistados vários títulos, mas também alguns fracassos como a semifinal de Atenas em que o Brasil foi surpreendido pela Rússia e perdeu após estar vencendo o quarto set por 24 a 19, o que foi considerada uma das piores derrotas da história da seleção. Depois dos Jogos de Atenas foi promovida mais uma renovação no time com a volta de Fofão, Walewska e a entrada de Thaísa. Em 2005, a seleção conquistou a Copa dos Campeões de forma invicta, acumulando cinco vitórias em cinco jogos. Durante todo o torneio, a seleção brasileira perdeu apenas dois sets, no jogo de estreia, contra a China, quando venceu por 3 a 2. Com este título, até então inédito, a seleção fechou um ano quase perfeito, em que conquistou todos os torneios que disputou. Além da Copa dos Campeões, a equipe brasileira venceu os seguintes campeonatos: Torneio de Courmayeur (Itália), Montreux Volley Masters (Suíça), Grand Prix, torneio classificatório para o Mundial 2006 e o Sul-Americano.
A seleção seguiu conquistando mais títulos e acumulando outros fracassos como as derrotas no mundial de 2006 para a Rússia e nos Jogos Pan-Americanos em 2007 para Cuba.

Em 2008, a seleção superou os traumas do passado e conquistou o heptacampeonato do Grand Prix e sua primeira medalha de ouro olímpica em Pequim, consagrando o voleibol feminino brasileiro. Na data em que completou um ano da conquista da medalha de ouro nas Olimpíadas de Pequim, o Brasil tornou-se octacampeão invicto do Grand Prix. José Roberto Guimarães levou a seleção brasileira ao título do Grand Prix pela quinta vez. Assim como em 2006, Sheilla foi eleita a melhor jogadora do campeonato. O outro prêmio entregue as brasileiras foi o de melhor bloqueadora para a central Fabiana. Ainda em 2009, a equipe conquistou a medalha de prata na Copa dos Campeões, o único vice após seis títulos consecutivos no ano. Com isso, a seleção brasileira encerrou um ano quase perfeito, com apenas duas derrotas: uma na Copa Pan-Americana para a República Dominicana e outra para a Itália na Copa dos Campeões.
Nas Olimpíadas de Londres, em 11 de agosto de 2012, a seleção brasileira consagrou-se como a terceira na história a conquistar a medalha de ouro no torneio olímpico consecutivamente. Em 2013, o Brasil ganhou o nono título no Grand Prix sem perder sets nas cinco partidas da fase final, fato inédito na história do campeonato. Ainda neste ano, a equipe brasileira tornou-se a primeira a vencer a Copa dos Campeões duas vezes. Após conquistar o décimo título do Grand Prix em 2014, o time brasileiro conquistou a medalha de bronze no Campeonato Mundial, perdendo apenas um dos treze jogos disputados, a melhor campanha da competição. Com o triunfo na disputa pelo bronze, a seleção brasileira chegou a oitenta e oito vitórias em Campeonatos Mundiais, número superado apenas pelos históricos da extinta União Soviética e da Rússia unificados. Em novembro de 2014, a seleção brasileira foi eleita a melhor equipe feminina dos Jogos Olímpicos de Londres pela Associação de Comitês Olímpicos Nacionais.
Em 2015, algumas das principais atletas da seleção foram poupadas ou pediram dispensa, fazendo com que Zé Roberto pudesse testar outras jogadoras. Como o Pan-Americano e o Grand Prix foram disputados durante o mesmo período, houve uma divisão do grupo convocado com a intenção de montar duas equipes competitivas, sem priorizar um campeonato. No Pan, o Brasil conquistou a medalha de prata, enquanto no Grand Prix ganhou o bronze. Após vencer a seleção americana por 3 sets a 2 na final do Grand Prix de 2016, conquistando o décimo primeiro título, a equipe brasileira chegou como uma das favoritas nos Jogos Olímpicos do Rio de Janeiro. Sem perder sets na primeira fase, o time brasileiro foi derrotado em cinco sets pela China nas quartas de final.
Apesar de seguir um período de renovação, o Brasil acabaria em 2021 voltando ao pódio na Olímpiada de Tóquio, com uma prata após perder a final para os Estados Unidos.
Em 15 de outubro de 2022, o Brasil foi vice-campeão do Mundial 2022, perdendo a final para a Sérvia por 3 sets a 0, em Apeldoorn, na Holanda. As parciais da decisão foram (26/24, 25/22 e 25/17).
Em 2023, a equipe brasileira de vôlei feminino, com um time jovem, ainda em construção,  foi eliminada nas quartas de final da Liga das Nações, mas assegurou sua vaga em Paris 2024, ainda que com dificuldades, ao jogar o Pré-olímpico e derrotar o Japão na casa do adversário. No Pan 2023, a seleção, sem sua força máxima, disputando com uma equipe alternativa, ficou com a prata, perdendo a final para o time principal da República Dominicana. O técnico Zé Roberto, à frente do comando da seleção feminina há 20 anos, permanecerá no cargo para o próximo ciclo olímpico. 
Em 2024, o Brasil ficou em quarto lugar após perder a medalha de bronze para a Polônia por 3 sets a 2. Nos Jogos Olímpicos Paris 2024, conquistaram o bronze com uma vitória sobre a Turquia por 3 sets a 1. 
Em 2025, a equipe avançou até a final da Liga das Nações de Vôlei 2025, conquistando a prata após perder para a Itália por 3 sets a 1. 

## Títulos
A seleção brasileira já conquistou os principais campeonatos de voleibol, com exceção apenas do Campeonato Mundial e da Copa do Mundo, nos quais o Brasil acabou levando a medalha de prata em três oportunidades em cada competição. Nos Jogos Olímpicos, o Brasil possui seis medalhas: duas de ouro conquistadas em Pequim (2008) e Londres (2012), uma de prata em Tóquio (2020) e três de bronze conquistadas em Atlanta (1996), Sydney (2000) e Paris (2024). Nos Jogos Olímpicos de Pequim, o Brasil realizou oito jogos vencendo todos e perdendo apenas um set na final contra as americanas. Na final dos Jogos Olímpicos de Londres, venceu novamente a equipe americana pelo mesmo placar da final de 2008. Já em Atlanta e Sydney foi barrado nas semi finais por Cuba, porém, conquistou o bronze enfrentando respectivamente a Rússia e os Estados Unidos. Já nos Jogos Pan-Americanos, o Brasil possui quatro medalhas de ouro (1959, 1963, 1999 e 2011), três de prata (1991, 2007 e 2015) e duas de bronze (1955 e 1979).
Nos Jogos Pan-Americanos de 2007, disputados no Rio de Janeiro, o Brasil tentou conquistar sua quarta medalha de ouro, porém foi derrotado por Cuba depois de ter tido seis chances de liquidar o jogo. Quatro anos após, na final dos Jogos de Guadalajara, a seleção deu o troco vencendo as cubanas na final. Em 2011, a seleção brasileira conquistou o primeiro título nos Jogos Mundiais Militares, realizados no Rio de Janeiro, derrotando a equipe chinesa na final. Nos Jogos Mundiais Militares de 2015, o conjunto brasileiro tornou-se bicampeão ao ganhar do time chinês na final novamente. Nas categorias de base, o Brasil também ostenta bastante tradição, sendo o maior vencedor do Campeonato Mundial Sub-20 e o segundo maior vencedor do Campeonato Mundial Sub-18. Em 1 de agosto de 2010, a seleção brasileira juvenil conquistou a Copa Presidente de la República de forma invicta. Na decisão, o Brasil derrotou o Peru por 3 sets a 0, no ginásio Miguel Grau, em Lima. Na segunda edição do Campeonato Mundial Sub-23, realizada em Âncara, a equipe brasileira ganhou o seu primeiro título na categoria ao vencer as anfitriãs turcas na final, invictas até aquele momento, diante de quase oito mil espectadores. Com isso, pode-se dizer que a seleção brasileira é uma das mais tradicionais e vencedoras da história do voleibol mundial.

### Medalhas
| Evento                      | Ouro | Prata | Bronze | Total |
| --------------------------- | ---- | ----- | ------ | ----- |
| Jogos Olímpicos             | 2    | 1     | 3      | 6     |
| Campeonato Mundial          | 0    | 4     | 1      | 5     |
| Copa do Mundo               | 0    | 3     | 1      | 4     |
| Copa dos Campeões           | 2    | 2     | 1      | 5     |
| Grand Prix                  | 12   | 5     | 2      | 19    |
| Liga das Nações             | 0    | 4     | 0      | 4     |
| Jogos Pan-Americanos        | 4    | 3     | 2      | 9     |
| Jogos Pan-Americanos Júnior | 2    | 0     | 0      | 2     |
| Copa Pan-Americana          | 3    | 3     | 1      | 7     |
| Campeonato Sul-Americano    | 23   | 11    | 0      | 34    |
| Copa Final Four             | 2    | 0     | 0      | 2     |
| Total                       | 50   | 36    | 10     | 96    |

### Hall da Fama do Voleibol
- Jacqueline Silva (introduzida como jogadora em 2006)[60]
- Ana Moser (introduzida como jogadora em 2009)[61]
- Hélia Souza (introduzida como jogadora em 2015)[62]
- Fernanda Venturini (introduzida como jogadora em 2022)[63]

## Most Valuable Player
O Jogador Mais Valioso (em inglês:  Most Valuable Player), também conhecido pela sigla MVP, é um prêmio geralmente conferido ao atleta ou atletas de melhor desempenho num torneio. No voleibol o prêmio também é válido para designar um(a) jogador(a) como melhor do mundo no momento. Ao longo dos anos atletas da Seleção Brasileira de Voleibol Feminino receberam tal honraria. Abaixo alguns nomes:
Ana Beatriz Franklin
- MVP do Campeonato Sul-Americano Sub-16 de 2013

Ana Carolina da Silva
- MVP do Montreux Volley Masters de 2017

Ana Moser
- MVP do Campeonato Sul-Americano de 1991[61]
- MVP da BCV Volley Cup de 1994[61]

Beatriz Carvalho
- MVP do Campeonato Sul-Americano Sub-18 de 2014[67]

Diana Duarte
- MVP dos Jogos Pan-Americanos Júnior de 2021

Drussyla Costa
- MVP do Campeonato Sul-Americano Sub-16 de 2011[68]
- MVP do Campeonato Sul-Americano Sub-20 de 2014[69]

Fabi
- MVP do Campeonato Sul-Americano de 2009[70][71]

Fabiana Claudino
- MVP do Montreux Volley Masters de 2009
- MVP da Copa dos Campeões de 2013[72][73]

Fernanda Garay
- MVP dos Jogos Mundiais Militares do Rio de Janeiro de 2011
- MVP do Montreux Volley Masters de 2013[74]
- MVP do Torneio de Alassio de 2013

Fernanda Venturini
- MVP do Grand Prix de 1994

Fofão
- MVP dos Jogos Pan-Americanos de Winnipeg de 1999
- MVP da Copa Final Four de 2008[75]

Gabriela Guimarães
- MVP do Campeonato Sul-Americano de 2015[76]

Jaqueline Carvalho
- MVP do Campeonato Mundial Juvenil 2001
- MVP da final dos Jogos Olímpicos de 2012

Joycinha
- MVP da Copa Final Four de 2009[75]

Juma da Silva
- MVP do Campeonato Mundial Sub-23 de 2015[77]

Leila Barros
- MVP do Grand Prix de 1996
- MVP do Grand Prix de 1998

Lorenne Teixeira
- MVP do Campeonato Sul-Americano de 2019

Lorrayna  Marys
- MVP do Campeonato Sul-Americano Sub-20 de 2016[78]

Marianne Steinbrecher
- MVP da Copa Pan-Americana de 2006
- MVP do Grand Prix de 2008

Natália Pereira
- MVP do Grand Prix de 2016[12][79]
- MVP do Grand Prix de 2017[80]

Paula Pequeno
- MVP do Grand Prix de 2005[81]
- MVP do Campeonato Sul-Americano de 2007[82]
- MVP dos Jogos Olímpicos de Pequim de 2008[81]

Sheilla Castro
- MVP do Torneio de Courmayeur de 2005
- MVP da Copa dos Campeões de 2005[83]
- MVP do Grand Prix de 2006
- MVP do Grand Prix de 2009[22][23]
- MVP da Copa Pan-Americana de 2011[84]
- MVP do Campeonato Sul-Americano de 2011[85]

Tainara Santos
- MVP do Campeonato Sul-Americano Sub-18 de 2016[86]

Tandara Caixeta
- MVP do Campeonato Sul-Americano de 2017

Thaísa Menezes
- MVP do Grand Prix de 2013[8][87]

Virna Dias
- MVP do Grand Prix de 1999

## Elenco atual
| Camisa | Nome                   | Posição     | Idade | Altura |
| ------ | ---------------------- | ----------- | ----- | ------ |
| 2      | Diana Duarte Alecrim   | Central     | 26    | 1,94 m |
| 3      | Macris Carneiro        | Levantadora | 35    | 1,77 m |
| 4      | Lorena Viezel          | Central     | 26    | 1,90 m |
| 7      | Rosamaria Montibeller  | Oposta      | 31    | 1,85 m |
| 8      | Julia Kudiess          | Central     | 22    | 1,92 m |
| 9      | Roberta Ratzke         | Levantadora | 35    | 1,85 m |
| 10     | Gabriela Guimarães (C) | Ponta       | 31    | 1,80 m |
| 12     | Ana Cristina*          | Ponta       | 21    | 1,93 m |
| 15     | Helena Wenk            | Ponta       | 20    | 2 m    |
| 16     | Kisy                   | Oposta      | 25    | 1,90 m |
| 17     | Júlia Bergmann         | Ponta       | 24    | 1,91 m |
| 18     | Jheovana               | Oposta      | 24    | 1,94 m |
| 19     | Tainara Santos         | Oposta      | 25    | 1,90 m |
| 22     | Laís Vasques           | Líbero      | 29    | 1,74 m |
| 30     | Marcelle Arruda        | Líbero      | 23    | 1,68 m |

- *Ana Cristina sofreu uma lesão durante a fase classificatória, deixando o campeonato